# Isotes praedita
Isotes praedita es una especie de insecto coleóptero de la familia Chrysomelidae.
Fue descrita científicamente en 1847 por Wilhelm Ferdinand Erichson.